# Jüdischer Friedhof (Euskirchen, Kölner Straße)

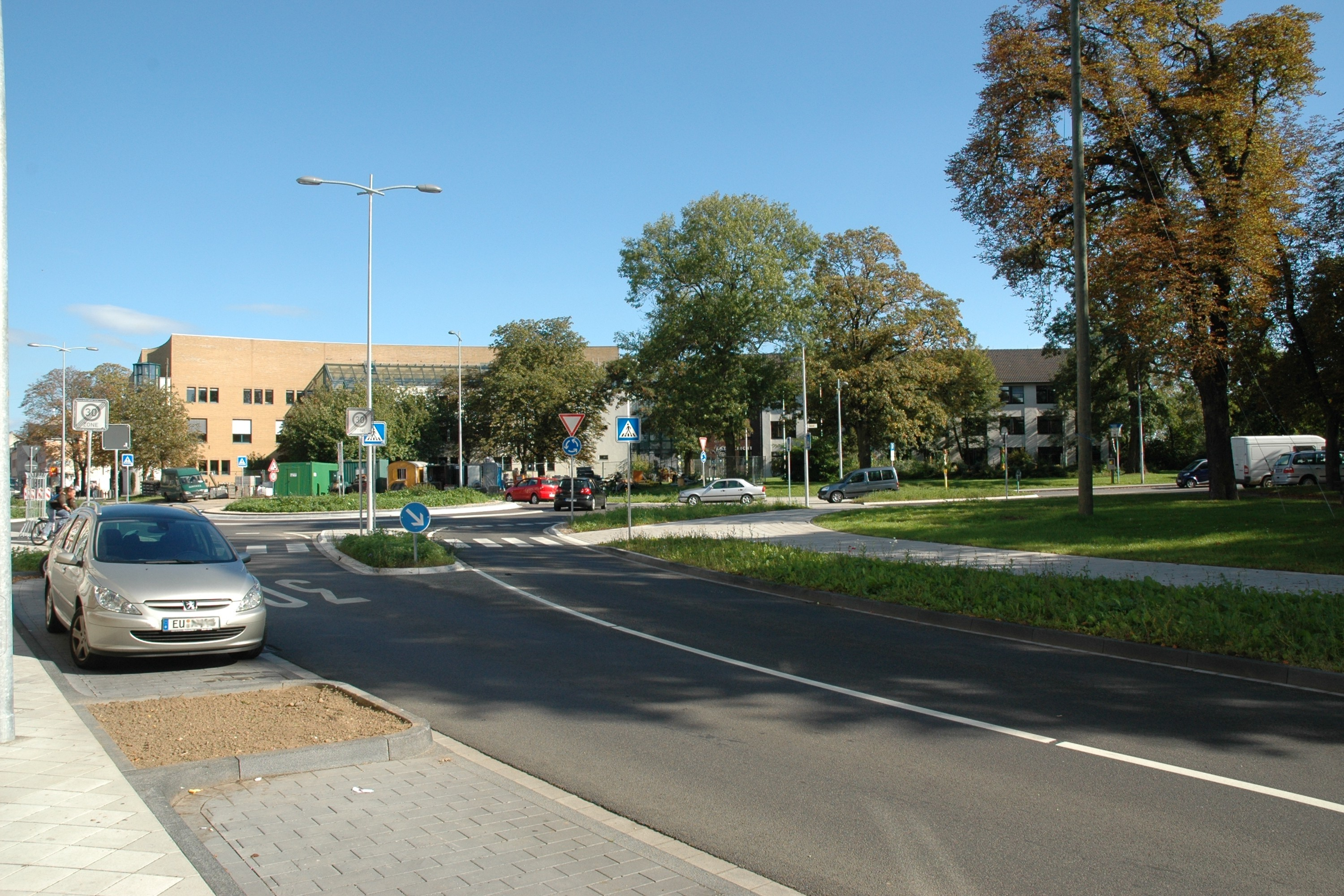
Das Amtsgericht

Der ehemalige Jüdische Friedhof Euskirchen (Kölner Straße) lag in der Stadtmitte an der Ecke Kölner Straße/Oststraße und wurde 1938 aufgehoben und 1960 vom Amtsgericht Euskirchen überbaut. Der Friedhof war als zweiter in Euskirchen (der alte Friedhof „Am Judenwall“ war von 1680 bis 1835 belegt worden) von 1834 bis 1918 belegt. Ab 1913 wurde dann der neue jüdische Friedhof in der Frauenberger Straße als Begräbnisstätte genutzt.
Auf den ehemaligen Friedhof weist nichts mehr hin. Einige Grabsteine (Mazewot) sind auf den neuen Friedhof gebracht worden. Dem Talmudgebot zufolge soll eigentlich den Toten die Unversehrtheit ihrer Gräber für ewige Zeiten gewährleistet sein. Dieses Gebot konnte hier nicht beachtet werden.